# Despite
Despite es una banda de heavy metal  de Gotemburgo, Suecia, formada en 1998.

## Miembros actuales
- Peter Tuthill - Voz (2012–presente)
- André Gonzales - Guitarras (2011–presente)
- Zoran Panovic - Guitarras (2014–presente)
- Eldor Pettersson - Guitarras (2016-presente)
- Anthony Cui - Bajo (2015–presente)
- Janne Jaloma - Batería (2015–presente)

## Discografía

### Álbumes
- 2009 - In Your Despite
- 2010 - Clenched
- 2013 - EPic
- 2016 - Synergi